# Angelica Soffia
Angelica Soffia (Abano Terme, 2 luglio 2000) è una calciatrice italiana, difensore o centrocampista del Milan e della nazionale italiana.

## Caratteristiche tecniche
Dopo i primi trascorsi da centrocampista, la sua versatilità l'ha portata ad arretrare in diverse posizioni della difesa, in particolar modo nel ruolo di terzino destro, impiegabile sia in una difesa (o centrocampo) a cinque, sia in una a quattro.
Dotata di buone doti tecniche e tattiche, nonché di senso della posizione, è abile sia in fase difensiva, sia in quella offensiva, a cui partecipa frequentemente con cross o conclusioni in proprio. A tale scopo, si rivelano utili soprattutto la sua grinta agonistica e la sua velocità.

## Carriera

### Club
Angelica Soffia si appassiona al calcio fin da giovanissima, iniziando l'attività sportiva con la Godigese (società con sede a Castello di Godego, in provincia di Treviso), che la tessera all'età di sette anni per le loro formazioni miste giovanili, in cui lei gioca fino al raggiungimento dell'età massima consentita dalla federazione.
Notata dagli osservatori dell'AGSM Verona (che in seguito ha ceduto il titolo sportivo all'Hellas Verona), nel 2015 le viene offerta l'opportunità di continuare l'attività agonistica in una formazione interamente femminile. Inizialmente, Soffia veste la maglia gialloblu della società veronese nella formazione che disputa il Campionato Primavera: tuttavia, dopo breve tempo, grazie alle qualità espresse nelle giovanili, viene inserita dal mister Renato Longega nella rosa della prima squadra, che in quel momento disputa il campionato di Serie A ed è Campione d'Italia in carica.
Soffia fa il suo debutto nella massima serie del campionato italiano il 6 febbraio 2016, alla 12ª giornata della stagione 2015-2016, nell'incontro vinto fuori casa dalle veronesi sulle avversarie del Luserna per 3-0. Viene impiegata in due occasioni anche in Coppa Italia. Al termine della stagione colleziona 4 presenze su 22 incontri disputati in campionato e 2 su 4 in Coppa, inclusa la finale, giocata da titolare, persa con le avversarie del Brescia.
Nella stagione successiva Longega la impiega con più regolarità, inserendola subito nella rosa che disputa la Supercoppa 2016, in cui Soffia scende in campo da titolare nella partita secca del 28 settembre 2016, disputata allo Stadio Rino Mercante di Bassano del Grappa e vinta per 2-0 dal Brescia. Nel corso del campionato sigla la sua prima rete in Serie A, il 28 gennaio 2017, nella partita giocata sul terreno di casa con la L.F. Jesina, segnando su calcio di rigore al 74' il gol del parziale 7-0: l'incontro terminerà poi con un punteggio di 9-0 per le veronesi. Grazie al secondo posto ottenuto in campionato dall'AGSM Verona, Soffia ha anche l'occasione di debuttare in UEFA Women's Champions League per la stagione 2016-2017, scendendo in campo il 5 ottobre 2016 al BIIK Stadium di Şımkent, nella partita di andata con le kazake del BIIK Kazygurt, incontro perso dalle italiane per 1-3.
Nell'estate del 2018, Soffia passa alla Roma, sezione femminile dell'A.S. Roma, sorta in quella stagione dopo che la società capitolina aveva acquisito il titolo sportivo della Res Roma. Nel corso degli anni, si afferma sempre di più da titolare in una formazione giallorossa capace di ottenere buoni risultati sia in campionato, sia in coppa: in particolare, durante la stagione 2020-21, gioca tutte e sette le partite del percorso che conduce la Roma alla vittoria della sua prima Coppa Italia. Al termine della stessa stagione, rinnova il proprio contratto con le giallorosse fino al giugno del 2023.
Tuttavia, con un anno di anticipo rispetto ai precedenti accordi, il 21 luglio 2022 il Milan annuncia di aver raggiunto un accordo con il difensore per vestire la maglia del club rossonero fino al giugno 2024 dalla stagione entrante.

### Nazionale
Grazie alle sue prestazioni in campionato, nel giugno 2015 arriva la convocazione agli stage della formazione under 17, dove il responsabile tecnico Enrico Sbardella deve scegliere tra le 22 convocate le atlete che costituiranno la rosa delle Azzurrine impegnate nelle fasi di qualificazione all'edizione di Bielorussia 2016 del campionato europeo di categoria. Il debutto avviene il 30 settembre 2015, allo Sportski centar Boris Trajkovski di Skopje, quando al 56' rileva l'attaccante Sofia Cantore autrice della prima rete per le Azzurrine, nella partita vinta per 4-0 sulle pari età della Repubblica di Macedonia.
Nel febbraio 2016 Soffia viene convocata dai responsabili delle nazionali giovanili per gli stage della formazione under 16, scelta in seguito per vestire la maglia delle Azzurrine nella squadra affidata al ct Massimo Migliorini nel torneo UEFA che si svolge in Inghilterra in aprile, dove riesce a siglare nel terzo incontro, assieme alla compagna Veronica Benedetti, una delle due reti con cui l'Italia batte per 2-1 le avversarie pari età della Repubblica Ceca.
Nell'agosto dello stesso anno viene nuovamente chiamata alla fase di preparazione con l'under 17, dove il ct Rita Guarino deve scegliere tra le 22 convocate le atlete che costituiranno la rosa delle Azzurrine impegnate nelle fasi di qualificazione all'edizione di Repubblica Ceca 2017.
La convocazione nella selezione under 19 arriva dal tecnico Enrico Sbardella, che la inserisce in rosa per le qualificazioni ai campionati europei 2018. In quell'occasione Soffia scende in campo in tutti i sei incontri, col ruolo di capitano, contribuendo a far raggiungere alle Azzurrine l'accesso alla fase finale.
Dopo aver debuttato con la nazionale maggiore nell'aprile del 2021, durante un'amichevole contro l'Islanda, il 14 giugno seguente Soffia realizza le sue prime due reti con le Azzurre, mettendo a segno una doppietta in un'altra partita amichevole, questa volta contro l'Austria, disputata al Wiener Neustädter Stadion e vinta per 3-2 dall'Italia.

## Statistiche

### Presenze e reti nei club
Statistiche aggiornate al 5 maggio 2025.
| Stagione           | Squadra            | Campionato         | Campionato | Campionato | Coppe nazionali | Coppe nazionali | Coppe nazionali | Coppe continentali | Coppe continentali | Coppe continentali | Altre coppe | Altre coppe | Altre coppe | Totale | Totale |
| Stagione           | Squadra            | Comp               | Pres       | Reti       | Comp            | Pres            | Reti            | Comp               | Pres               | Reti               | Comp        | Pres        | Reti        | Pres   | Reti   |
| ------------------ | ------------------ | ------------------ | ---------- | ---------- | --------------- | --------------- | --------------- | ------------------ | ------------------ | ------------------ | ----------- | ----------- | ----------- | ------ | ------ |
| 2015-2016          | AGSM Verona        | A                  | 4          | 0          | CI              | 2               | 0               | WCL                | 0                  | 0                  | SI          | 0           | 0           | 6      | 0      |
| 2016-2017          | AGSM Verona        | A                  | 18         | 1          | CI              | 4               | 2               | WCL                | 1                  | 0                  | SI          | 1           | 0           | 24     | 3      |
| 2017-2018          | AGSM Verona        | A                  | 20         | 4          | CI              | 5               | 0               | -                  | -                  | -                  | -           | -           | -           | 25     | 4      |
| Totale AGSM Verona | Totale AGSM Verona | Totale AGSM Verona | 42         | 5          |                 | 11              | 2               |                    | 1                  | 0                  |             | 1           | 0           | 55     | 7      |
| 2018-2019          | Roma               | A                  | 19         | 0          | CI              | 4               | 0               | -                  | -                  | -                  | -           | -           | -           | 23     | 0      |
| 2019-2020          | Roma               | A                  | 9          | 0          | CI              | 2               | 1               | -                  | -                  | -                  | -           | -           | -           | 11     | 1      |
| 2020-2021          | Roma               | A                  | 19         | 0          | CI              | 7               | 0               | -                  | -                  | -                  | SI          | 1           | 0           | 27     | 0      |
| 2021-2022          | Roma               | A                  | 18         | 0          | CI              | 6               | 1               | -                  | -                  | -                  | SI          | 0           | 0           | 23     | 1      |
| Totale Roma        | Totale Roma        | Totale Roma        | 65         | 0          |                 | 19              | 2               |                    | -                  | -                  |             | 1           | 0           | 85     | 2      |
| 2022-2023          | Milan              | A                  | 21         | 1          | CI              | 4               | 1               |                    | -                  | -                  |             | -           | -           | 25     | 2      |
| 2023-2024          | Milan              | A                  | 16         | 1          | CI              | 4               | 0               |                    | -                  | -                  |             | -           | -           | 20     | 1      |
| 2024-2025          | Milan              | A                  | 22         | 0          | CI              | 3               | 0               | -                  | -                  | -                  | -           | -           | -           | 25     | 0      |
| Totale Milan       | Totale Milan       | Totale Milan       | 59         | 2          |                 | 11              | 1               |                    | -                  | -                  |             | -           | -           | 70     | 3      |
| Totale carriera    | Totale carriera    | Totale carriera    | 166        | 7          |                 | 41              | 5               |                    | 1                  | 0                  |             | 2           | 0           | 210    | 12     |

### Cronologia presenze e reti in nazionale
| Cronologia completa delle presenze e delle reti in nazionale ― Italia | Cronologia completa delle presenze e delle reti in nazionale ― Italia | Cronologia completa delle presenze e delle reti in nazionale ― Italia | Cronologia completa delle presenze e delle reti in nazionale ― Italia | Cronologia completa delle presenze e delle reti in nazionale ― Italia | Cronologia completa delle presenze e delle reti in nazionale ― Italia | Cronologia completa delle presenze e delle reti in nazionale ― Italia | Cronologia completa delle presenze e delle reti in nazionale ― Italia |
| Data                                                                  | Città                                                                 | In casa                                                               | Risultato                                                             | Ospiti                                                                | Competizione                                                          | Reti                                                                  | Note                                                                  |
| --------------------------------------------------------------------- | --------------------------------------------------------------------- | --------------------------------------------------------------------- | --------------------------------------------------------------------- | --------------------------------------------------------------------- | --------------------------------------------------------------------- | --------------------------------------------------------------------- | --------------------------------------------------------------------- |
| 10-4-2021                                                             | Firenze                                                               | Italia                                                                | 1 – 0                                                                 | Islanda                                                               | Amichevole                                                            | -                                                                     | 70’                                                                   |
| 13-4-2021                                                             | Firenze                                                               | Italia                                                                | 1 – 1                                                                 | Islanda                                                               | Amichevole                                                            | -                                                                     | 79’                                                                   |
| 10-6-2021                                                             | Ferrara                                                               | Italia                                                                | 1 – 0                                                                 | Paesi Bassi                                                           | Amichevole                                                            | -                                                                     |                                                                       |
| 14-6-2021                                                             | Wiener Neustadt                                                       | Austria                                                               | 2 – 3                                                                 | Italia                                                                | Amichevole                                                            | 2                                                                     | 79’                                                                   |
| 21-9-2021                                                             | Karlovac                                                              | Croazia                                                               | 0 – 5                                                                 | Italia                                                                | Qual. Mondiali 2023                                                   | -                                                                     | 62’                                                                   |
| 26-10-2021                                                            | Vilnius                                                               | Lituania                                                              | 0 – 5                                                                 | Italia                                                                | Qual. Mondiali 2023                                                   | -                                                                     | 67’                                                                   |
| 26-11-2021                                                            | Palermo                                                               | Italia                                                                | 1 – 2                                                                 | Svizzera                                                              | Qual. Mondiali 2023                                                   | -                                                                     | 81’                                                                   |
| 30-11-2021                                                            | Mogoșoaia                                                             | Romania                                                               | 0 – 5                                                                 | Italia                                                                | Qual. Mondiali 2023                                                   | -                                                                     |                                                                       |
| 20-2-2022                                                             | Faro                                                                  | Italia                                                                | 2 – 1                                                                 | Norvegia                                                              | Algarve Cup 2022 - 1º turno                                           | -                                                                     | 70’                                                                   |
| 2-9-2022                                                              | Chișinău                                                              | Moldavia                                                              | 0 – 8                                                                 | Italia                                                                | Qual. Mondiali 2023                                                   | -                                                                     | 46’                                                                   |
| 25-10-2024                                                            | Roma                                                                  | Italia                                                                | 5 – 0                                                                 | Malta                                                                 | Amichevole                                                            | -                                                                     |                                                                       |
| 29-10-2024                                                            | Vicenza                                                               | Italia                                                                | 1 – 1                                                                 | Spagna                                                                | Amichevole                                                            | -                                                                     | 72’                                                                   |
| 3-6-2025                                                              | Swansea                                                               | Galles                                                                | 1 – 4                                                                 | Italia                                                                | UEFA Women's Nations League 2025 - Fase a gironi                      | -                                                                     | 35’ 46’                                                               |
| Totale                                                                |                                                                       | Presenze                                                              | 13                                                                    |                                                                       | Reti                                                                  | 2                                                                     |                                                                       |

## Palmarès

### Competizioni nazionali
- Coppa Italia: 1

Roma: 2020-2021